# Драгомирецький Володимир Порфирович
Володи́мир Порфи́рович Драгоми́рецький  (30 грудня 1914 — 23 серпня 1979)  — радянський військовий льотчик-бомбардувальник, Герой Радянського Союзу (1944), генерал-лейтенант  авіації.

## Життєпис

Пам'ятний знак в Озерному

Володимир Порфирович Драгомирецький народився 30 (17) грудня 1914 року в містечку Богопіль, волосному центрі Балтського повіту Подільської губернії (тепер — місто Первомайськ Миколаївської області). Охрещений 8 січня 1915 (26 грудня 1914) року в Покровській церкві Богополя парафіяльним священником Омеляном Стопакевичем. Його батько Порфирій Гнатович Драгомирецький був власником трактиру в Богополі і пивної в Юзефполі.
В 1930 році закінчив 7 класів і вступив до ФЗУ при заводі «Червона Зірка» (м. Кропивницький), по закінченні якого працював ливарником на заводі. В липні 1934 року закінчив Третю об'єднану Балашівську школу пілотів і авіатехніків ЦПФ (випуск 3-го набору). За відмінне навчання нагороджений наручним годинником. Призначений командиром ескадрильї Єнісейської групи ЦПФ в місті Красноярську. З 1937 року — льотчик-інструктор Московського територіального управління Аерофлоту.
В червні 1942 року призваний військкоматом міста Боготол Красноярського краю і направлений в діючу армію. Призначений командиром екіпажу 16-го бомбардувального авіаполку 222-ї окремої далекобомбардувальної авіадивізії Резерву Головнокомандування (РГК). Літав спочатку на радянському двомоторному бомбардувальнику «Іл-4», а згодом — на американському бомбардувальнику В-25 Mitchell. В зимовий період 1942—1943 років дивізія завдавала бомбових ударів переважно по близьким цілям (Орел, Вязьма, Брянськ, Ржев). Навесні 1943 року екіпаж капітана В. Драгомирецького брав участь в бомбардуванні важливих адміністративних центрів та залізничних вузлів Польщі та Німеччини (Кенігсберг, Данциг, Тільзит, Варшава). В квітні 1943 року здійснив нічний розвідувальний політ у тил ворога, де за допомогою освітлювальних авіабомб сфотографував міст через річку Десна, а в травні, таким самим чином, залізничний вузол в м. Орел. Влітку 1943 року на базі 4-ї гвардійської бомбардувальної авіаційної дивізії створюється 4-й гвардійський бомбардувальний авіаційний корпус. До його складу ввійшла 5-а гвардійська бомбардувальна авіаційна дивізія з 14-м гвардійським бомбардувальним авіаційним полком. В березні 1944 року у складі корпусу створено 337-й бомбардувальний авіаційний полк далекої дії, командиром полку призначено майора В. Драгомирецького. В грудні 1944 року полку присвоєно почесне звання «гвардійський». Наприкінці 1944 року авіація далекої дії об'єднана у 18-у повітряну армію (командувач — Голованов О. Є.). У зв'язку з цим полк отримав нову назву і став називатись 251-м гвардійським бомбардувальним авіаційним полком. Станом на 10 жовтня 1944 року командир полку майор Драгомирецький В. П. особисто здійснив 212 бойових вильотів на повітряну розвідку і бомбардування залізничних вузлів і військових об'єктів в глибокому тилу ворога. Під час надання допомоги по доставці вантажів югославським партизанам німецьке командування кинуло проти радянських льотчиків винищувачі. Полк ніс великі втрати. Тоді командир полку особисто став ведучим групи. 11 разів успішно доставляв Драгомирецький і його льотчики югославським партизанам зброю, набої, медикаменти. Уряд Югославії за надану допомогу нагородив В. П. Драгомирецького «Партизанською Зіркою» 1-го ступеня.
Указом Президії Верховної Ради СРСР від 6 листопада 1944 року за виявлені в боях мужність і героїзм, командиру 337-го бомбардувального авіаційного полку далекої дії 5-ї окремої гвардійської бомбардувальної авіаційної дивізії Московського військового округу майору Драгомирецькому В. П. присвоєно звання Героя Радянського Союзу з врученням ордена Леніна і медалі «Золота Зірка» (№ 5285).
Після закінчення Німецько-радянської війни підполковник Драгомирецький В. П. командував бомбардувальним авіаційним полком на Чукотці, на аеродромі Маркове. На озброєнні полку знаходились бомбардувальники «Ту-4», здатні доставляти ядерні бомби.
В 1954 році в складі авіації далекої дії сформована 116-а важка авіаційна дивізія на літаках «Ту-4к». Дивізія дислокувалась на аеродромі Остров (Псковська область) і була призначена для використання перших радянських «літаків-снарядів», згодом названих «крилатими ракетами». Командиром особливої дивізії призначений генерал-майор авіації В. П. Драгомирецький. У 1954 році він особисто, одним з перших, освоїв бойове застосування ракетного комплексу «Комета».
В 1958 році генерал-майор авіації Драгомирецький закінчив Військову Академію Генштабу СРСР.
З 1961 по 1969 роки генерал-лейтенант авіації Драгомирецький В. П. командував 6-м окремим важким бомбардувальним авіаційним корпусом (штаб корпусу — м. Смоленськ).
19 серпня 1965 року відбулось перше нагородження затвердженим 26 січня 1965 року знаком «Заслужений військовий льотчик СРСР». Серед 29-ти найкращих на той час військових льотчиків країни був і генерал-лейтенант авіації Драгомирецький В. П.
В 1976 році вийшов у відставку. Мешкав у Москві. Помер 23 серпня 1979 року. Похований на Кунцевському цвинтарі в Москві.

## Нагороди і почесні звання
Нагороджений трьома орденами Леніна (18.09.1943; 05.11.1944; 31.10.1967), трьома орденами Червоного Прапора (12.03.1943; 14.04.1944; 30.12.1956), орденом Олександра Невського (25.07.1945), орденом Вітчизняної війни 1-го ступеня (27.03.1943), двома орденами Червоної Зірки (15.11.1950; 22.02.1955), орденом «За службу Батьківщині в Збройних Силах СРСР» 3-го ступеня (30.04.1975), Партизанською Зіркою 1-го ступеня (Югославія) і медалями.
Заслужений військовий льотчик СРСР (19.08.1965).

## Вшанування пам'яті
У місті Первомайськ є вулиця Володимира Драгомирецького.